# بودكات كريشنز
بودكات كريشنز (بالإنجليزية: Budcat Creations)، هو ستوديو تطوير ألعاب فيديو سابق بالولايات المتحدة، تأسس سنة 2000، وأعلن حله سنة 2010.

## مواقع خارجية
- قالب:MobyGames company